# Верба тритичинкова
Верба тритичинкова, білоліз (Salix triandra L.) — кущ або невелике дерево (до 5 м заввишки) з характерною кіркою, яка знімається сірими пластинами, оголюючи рожеву кору.

## Морфологічна характеристика
Гілки тонкі, прямі, гнучкі, густо облиствлені. Листки ланцетні, видовжені або еліптичні, зверху темно-зелені, зісподу білуваті, прилистки довго не опадають.
Росте по берегах річок, на еутрофних болотах, вогких заплавних луках. Поширена у всій Європейській частині СРСР і в Сибіру, окрім Арктики, частково на Далекому Сході і північних та східних районах Середньої Азії. Тіньовитривала рослина. Успішно використовується при залісненні ярів і балок, при закладанні захисних насаджень, також навколо ставків і водоймищ. Цвіте у квітні — травні, після розпускання листя.